# Paris-Nice 1938
Paris-Nice 1938 est la 6e édition de la course cycliste Paris-Nice. La course a lieu entre le 23 et le 27 mars 1938. La victoire revient au coureur belge Jules Lowie, de l'équipe Mercier-Hutchinson.

## Participants
Dans cette édition de Paris-Nice, 70 coureurs participent divisés en 7 équipes : Urago-Wolber, France Sport-Wolber, Genial Lucifer-Hutchinson, Lucien Michard-Wolber, Tendil-Hutchinson, Helyett-Hutchinson et Mercier-Hutchinson.

## Étapes
| Étapes    | Date    | Villes étapes          | km     | Vainqueur d’étape    | Leader du classement général |
| --------- | ------- | ---------------------- | ------ | -------------------- | ---------------------------- |
| 1re étape | 23 mars | Paris - Nevers         | 219 km | Pierre Jaminet       | Pierre Jaminet               |
| 2e étape  | 24 mars | Nevers - Saint-Étienne | 230 km | Auguste Mallet       | Albertin Dissaux             |
| 3e étape  | 25 mars | Saint-Étienne - Orange | 186 km | Raymond Lemarie      | Albertin Dissaux             |
| 4e étape  | 26 mars | Orange - Marseille     | 230 km | René Debenne         | Albertin Dissaux             |
| 5e étape  | 27 mars | Marseille - Nice       | 265 km | Antoine van Schendel | Jules Lowie                  |

## Résultats des étapes

### 1reétape
23-03-1938. Paris-Nevers, 219 km.
|   | Cycliste         | Équipe                    | Temps           |
| - | ---------------- | ------------------------- | --------------- |
| 1 | Pierre Jaminet   | Genial Lucifer-Hutchinson | 5 h 48 min 16 s |
| 2 | Jean Fréchaut    | France Sport-Wolber       | m.t.            |
| 3 | Albertin Dissaux | Helyett-Hutchinson        | m.t.            |

### 2eétape
24-03-1938. Nevers-Saint-Étienne, 230 km.
|   | Cycliste         | Équipe             | Temps           |
| - | ---------------- | ------------------ | --------------- |
| 1 | Auguste Mallet   | Helyett-Hutchinson | 6 h 02 min 25 s |
| 2 | Albertin Dissaux | Helyett-Hutchinson | m.t."           |
| 3 | Jules Lowie      | Mercier-Hutchinson | +2 min 19 s     |

### 3eétape
25-03-1938. Saint-Étienne-Orange, 186 km.
|   | Cycliste        | Équipe                    | Temps           |
| - | --------------- | ------------------------- | --------------- |
| 1 | Raymond Lemarie | Genial Lucifer-Hutchinson | 5 h 27 min 46 s |
| 2 | Jean Fréchaut   | France Sport-Wolber       | m.t.            |
| 3 | Karl Litschi    | Urago-Wolber              | m.t.            |

### 4eétape
26-03-1938. Orange-Marseille, 230 km.
|   | Cycliste       | Équipe                    | Temps           |
| - | -------------- | ------------------------- | --------------- |
| 1 | René Debenne   | Mercier-Hutchinson        | 5 h 50 min 06 s |
| 2 | Pierre Jaminet | Genial Lucifer-Hutchinson | m.t.            |
| 3 | André Auville  | Genial Lucifer-Hutchinson | m.t.            |

### 5eétape
27-03-1938. Marseille-Nice, 265 km.
|   | Cycliste             | Équipe              | Temps           |
| - | -------------------- | ------------------- | --------------- |
| 1 | Antoine van Schendel | France Sport-Wolber | 7 h 33 min 00 s |
| 2 | Julián Berrendero    | France Sport-Wolber | + 34 s          |
| 3 | Jules Lowie          | Mercier-Hutchinson  | m.t.            |

## Classements finals

### Classement général
|    | Cycliste             | Équipe                    | Temps            |
| -- | -------------------- | ------------------------- | ---------------- |
| 1  | Jules Lowie          | Mercier-Hutchinson        | 30 h 45 min 20 s |
| 2  | Albertin Dissaux     | Helyett-Hutchinson        | + 54 s           |
| 3  | Antoine van Schendel | France Sport-Wolber       | + 1 min 47 s     |
| 4  | Pierre Jaminet       | Genial Lucifer-Hutchinson | + 2 min 22 s     |
| 5  | Georges Christiaens  | Mercier-Hutchinson        | + 2 min 31 s     |
| 6  | Gaston Rebry         | Mercier-Hutchinson        | m.t.             |
| 7  | Julián Berrendero    | France Sport-Wolber       | + 5 min 09 s     |
| 8  | Raymond Louviot      | Mercier-Hutchinson        | + 6 min 35 s     |
| 9  | Joseph Magnani       | Urago-Wolber              | + 6 min 52 s     |
| 10 | Karl Litschi         | Urago-Wolber              | + 7 min 02 s     |